# Корман, Гордон
Гордон Корман (род. 23 октября 1963) — канадско-американский писатель, написавший более 80 детских и подростковых книг.

## Ранняя жизнь
Корман родился в Монреале, Квебек, Канада, где он жил до 1970 года. Он вырос в Торнхилле, Онтарио, к северу от Торонто. Затем он переехал в Соединённые Штаты на учёбу в Нью-Йоркский университет, где изучал кино и сценарное мастерство. Корман получил степень бакалавра в университете Нью-Йорка в 1985 году со степенью Dramatic Visual Writing и Motion Picture and Television. 

## Карьера
Корман написал свою первую книгу, когда ему было 12 лет. Во время его обучения в German Mills Public School, в 7 классе им было дано задание написать роман во время семестра, это и стало первой книгой Гордона — This Can't Be Happening at Macdonald Hall. 
После завершения книги он отправил свою рукопись в издательство Scholastic. This Can't Be Happening at Macdonald Hall была опубликована издательством Scholastic в 1978 году, когда Гордону было всего 14 лет. До окончания средней школы в Торнхилл Корман написал и издал ещё пять книг.

Корман написал более 85 книг, которые были проданы более чем 17 миллионами копий, его карьера охватила три десятилетия.

### Не серийные издания
- 1981 — I Want to Go Home!
- 1982 — Our Man Weston
- 1984 — No Coins, Please
- 1985 — Don't Care High
- 1986 — Son of Interflux
- 1987 — A Semester in the Life of a Garbage Bag
- 1989 — Radio 5th Grade
- 1990 — Losing Joe's Place
- 1992 — The Twinkie Squad
- 1993 — The Toilet Paper Tigers
- 1994 — Why Did the Underwear Cross the Road
- 1996 — The Chicken Doesn't Skate
- 1997 — Liar, Liar Pants on Fire
- 1998 — The Sixth Grade Nickname Game
- 2002 — No More Dead Dogs
- 2003 — Maxx Comedy: The Funniest Kid in America
- 2003 — Jake, Reinvented
- 2006 — Born To Rock
- 2007 — Schooled
- 2008 — The Juvie Three
- 2009 — Pop
- 2012 — Ungifted

### Серии

#### Macdonald Hall
- 1978 — This Can't Be Happening at Macdonald Hall
- 1979 — Go Jump in the Pool
- 1980 — Beware the Fish!
- 1982 — The War With Mr. Wizzle
- 1988 — The Zucchini Warriors
- 1991 — Macdonald Hall Goes Hollywood

#### 39 ключей
- Гипнотизёры
- Восстание весперов
- Код императора
- Точка кипения
- Фальшивая нота

## Награды и признание
1991 — Manitoba Young Reader's Choice Award, The Zucchini Warriors
2001 — American Library Association Popular Paperbacks for Young Adults, Losing Joe's Place
1999 — ALA Popular Paperbacks for Young Adults, The Toilet Paper Tigers 
2001 — ALA Popular Paperbacks for Young Adults, The Chicken Doesn't Skate 
2003 — ALA Top Ten Best Books for Young Adults, Son of the Mob 
2003 — Pacific Northwest Library Association Young Reader's Choice Award, No More Dead Dogs 
2004 — ALA Best Books for Young Adults, Jake Reinvented 
2005 — PNLA Young Reader's Choice Award – Intermediate, Son of the Mob
2010 — PNLA Young Reader's Choice Award – Intermediate, Schooled  
2010–2011 — Charlie May Simon Children's Book Award, Swindle 
2011–2012 — Charlie May Simon Award, Zoobreak

## Экранизации
Сериал Monday Night Football Club был адаптирован как сериал на канале Дисней под названием The Jersey, который транслировался в течение четырёх лет между 1999 и 2004 годами.